# نیدرندودلبن
نیدرندودلبن (به آلمانی: Niederndodeleben) یک منطقهٔ مسکونی در آلمان است که در هوهه بورده واقع شده‌است. نیدرندودلبن ۴٬۲۰۴ نفر جمعیت دارد.